# Фополо
Фо̀поло (на италиански: Foppolo; на ломбардски: Fòpol, Фопол) е село и община в Северна Италия, провинция Бергамо, регион Ломбардия. Разположено е на 1508 m надморска височина. Населението на общината е 185 души (към 2017 г.).